# Catedral de Sant Francesc d'Asís d'Al-Aaiun
La Catedral de Sant Francesc d'Asís o simplement Catedral Española (en francès: Cathédrale Saint-François o Cathédrale espagnole) és el nom que rep un edifici religiós afiliat a l'església catòlica que funciona com l'església catedral de la prefectura apostòlica del Sàhara Occidental (Praefectura Apostolica de Sahara Occidentali). Està situada a la ciutat d'Al-Aaiun, Sàhara Occidental, un territori en disputa entre el Marroc i la República Àrab Sahrauí Democràtica.
L'església va ser construïda en 1954, durant la presència colonial espanyola al Sàhara Espanyol, segons disseny de l'arquitecte Diego Méndez, autor del projecte del «Valle de los Caídos», San Lorenzo del Escorial a Espanya. En l'actualitat, la catedral està a càrrec dels Missioners Oblats de Maria Inmaculada i serveix a la petita comunitat espanyola que segueix present a la ciutat i el personal actiu de la missió de l'ONU al país 

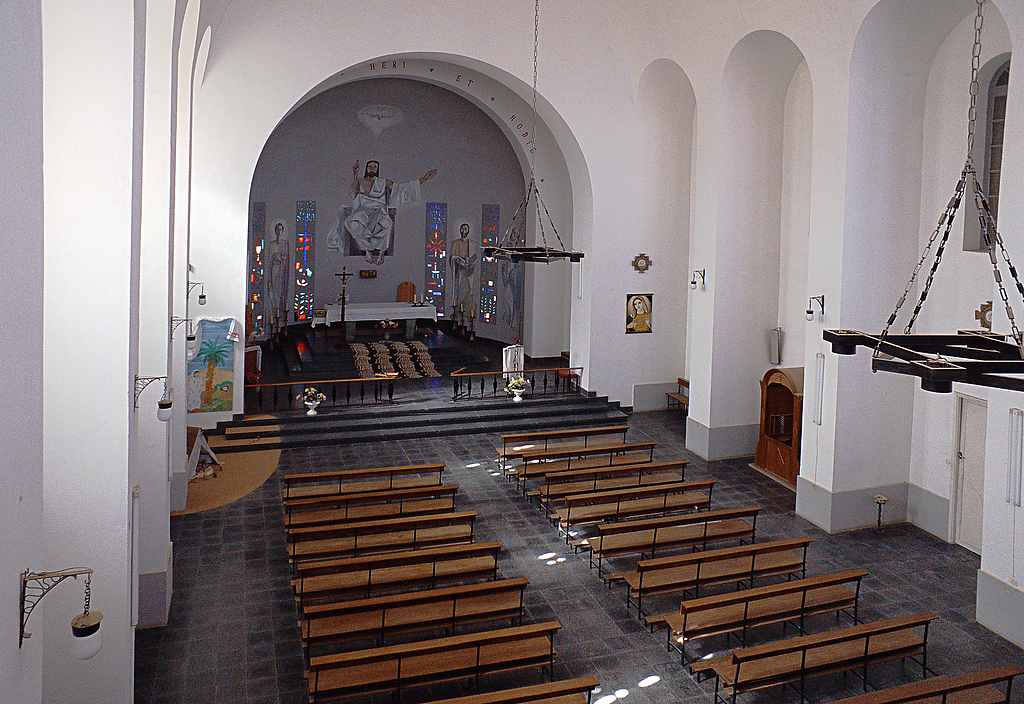
Vista interna del temple